# Herbert Frößler
Herbert Frößler (* 23. Oktober 1941 in Wipperfürth) ist ein deutscher Radiologe und Sanitätsoffizier a. D. der Bundeswehr. Er war dort im Dienstgrad Generalarzt zuletzt vom 1. Oktober 1998 bis zum 31. Oktober 2001 Chefarzt des Bundeswehrzentralkrankenhauses Koblenz.

## Leben und Wirken
Herbert Frößler wurde im Oktober 1941 als Sohn von Elisabeth Frößler, geborene Heinzen, und des Beamten Hans Frößler in Wipperfürth im Regierungsbezirk Köln geboren.
Nach dem Studium der Humanmedizin, das er im Jahr 1968 mit dem medizinischen Staatsexamen abschloss, schrieb Frößler im Jahr 1969 seine Dissertation an der Westfälischen Wilhelms-Universität in Münster mit dem Thema Therapie des Blasenkarzinoms mit 18 MV-Röntgenstrahlen und wurde dort im selben Jahr zum Dr. med. promoviert. Ebenfalls 1969 heiratete er die promovierte Ärztin Barbara Boenecke. Im Jahr 1970 erhielt Herbert Frößler seine Approbation als Arzt, 1975 wurde er Facharzt für Radiologie und Privatdozent. Frößler war seit 1976 am Bundeswehrzentralkrankenhaus in Koblenz als Facharzt für Röntgen- und Strahlenheilkunde tätig, wurde 1979 an der Universität Münster zum außerplanmäßigen Professor für Radiologie ernannt, leitete als Oberstarzt ab 1980 in Koblenz die Röntgenabteilung bzw. radiologische Abteilung des Bundeswehrzentralkrankenhauses und trat im Oktober 1998 die Stelle als Chefarzt des Hauses an. 1982 erhielt er das goldene Sportabzeichen und das goldene Soldaten-Leistungsabzeichen. Er ist katholisch, hat zwei Kinder (Alexandra und Friederike), lebt in Koblenz, beschäftigt sich privat mit Numismatik und engagiert sich politisch auf kommunaler Ebene in der CDU.